# 1989 في بلغاريا
فيما يلي قوائم الأحداث التي وقعت خلال عام 1989 في بلغاريا.

## رياضة
- 1 يناير – الألعاب الجامعية الشتوية 1989

## مواليد

### يناير
- 9 يناير – نينا دوبراف
- 18 يناير – ايفان تساخيف لاعب كرة قدم بلغاري.
- 21 يناير – دانيال ديموف لاعب كرة قدم بلغاري.

### مارس
- 1 مارس – ديان بوريسوف لاعب كرة قدم بلغاري.
- 12 مارس – فالنتين ديموف لاعب كرة مضرب بلغاري.

### أبريل
- 26 أبريل – ستفيان ستانشيف لاعب كرة قدم بلغاري.
- 27 أبريل – ألكسندر ياكيموف لاعب كرة قدم بلغاري.

### يونيو
- 11 يونيو – ميخائيل ألكساندروف لاعب كرة قدم بلغاري.
- 26 يونيو – إسماعيل عيسى لاعب كرة قدم بلغاري.

### يوليو
- 20 يوليو – كوستادين فازيلينوف غادزالوف لاعب كرة قدم بلغاري.

### أغسطس
- 7 أغسطس – ميهايل إيفانوف لاعب كرة قدم بلغاري.
- 8 أغسطس – سيسيل كاراتانتشيفا
- 15 أغسطس – ماريو كيريف لاعب كرة قدم بلغاري.

### سبتمبر
- 22 سبتمبر – سباس ديليف لاعب كرة قدم بلغاري.

### أكتوبر
- 5 أكتوبر – سفيتيلينا يانيفا مغنية بلغارية.

### نوفمبر
- 10 نوفمبر – ديميتار ديميتروف لاعب كرة قدم بلغاري.
- 11 نوفمبر – جورجي ايفانوف

## وفيات

### أغسطس
- 22 أغسطس – مارين فاربانوف (مواليد 1932) فنان بلغاري.

### ديسمبر
- 23 ديسمبر – ميلكو غايدارسكي (مواليد 1946) لاعب كرة قدم بلغاري.